# Raiffeisenbank Straubing
Die Raiffeisenbank Straubing eG ist eine deutsche Genossenschaftsbank mit Sitz in Straubing, in der bayerischen kreisfreien Stadt im Regierungsbezirk Niederbayern.

## Geschichte
Die heutige Raiffeisenbank Straubing eG entstand im Jahr 1894. Am 11. Februar 1894 entschlossen sich 26 Bürger aus dem Bereich Amselfing Raiffeisens Idee der Hilfe zur Selbsthilfe in die Tat umzusetzen. Sie gründeten den Darlehenskassenverein Amselfing eGmuH. Die heutige Raiffeisenbank Straubing eG wurde im Jahre 1979 durch die Fusion der Raiffeisenbank Aiterhofen eG mit dem Sitz in Aiterhofen mit der Raiffeisenbank Ittling eG mit dem Sitz in Ittling als Raiffeisenbank Ittling - Aiterhofen eG mit Sitz in Ittling gegründet und firmierte anschließend in den noch heute verwendeten Namen um.
In den letzten Jahren erlebte die Raiffeisenbank Straubing eG mehrere Fusionen:
- 1988 mit der Raiffeisenbank Pondorf eG mit dem Sitz in Pondorf
- 1992 mit der Raiffeisenbank Hunderdorf eG mit dem Sitz in Hunderdorf
- 1993 mit der Raiffeisenbank Alburg - Gundhöring eG mit dem Sitz in Alburg
- 1998 mit der Raiffeisenbank Schwarzach-Pfelling eG mit dem Sitz in Schwarzach
- 2003 mit der Raiffeisenbank Perkam-Radldorf eG mit dem Sitz in Perkam
- 2004 mit dem Raiffeisen-Versicherungsdienst Perkam-Radldorf GmbH
- 2010 mit der Raiffeisenbank Leiblfing eG mit dem Sitz in Leiblfing

Die damalige Raiffeisenkasse Pondorf/Donau eGmbH fusionierte im Jahr 1963 mit der Raiffeisenkasse Kirchroth eGmbH mit dem Sitz in Kirchroth. 
Durch die Fusion der Raiffeisenkasse Hunderdorf eGmbH mit dem Sitz in Hunderdorf im Jahr 1963 mit der Raiffeisenkasse Windberg eGmbH mit den Sitz in Windberg entstand die Raiffeisenkasse Hunderdorf-Windberg eGmbH. Diese fusionierte 1970 mit der Raiffeisenkasse Neukirchen b. Haggn eGmbH mit dem Sitz in Neukirchen zur Raiffeisenbank Hunderdorf eGmbH.
Die damalige Raiffeisenbank Alburg - Gundhöring eG mit dem Sitz in Alburg entstand 1981 durch die Fusion der Raiffeisenbank Alburg eG mit der Raiffeisenkasse Gundhöring-Feldkirchen eG mit dem Sitz in Feldkirchen. Zuvor fusionierte 1967 die Raiffeisenkasse Gundhöring-Feldkirchen eGmbH mit der Raiffeisenkasse Metting eGmbH mit dem Sitz in Metting.
Im Jahr 1964 fusionierte die Raiffeisenkasse Pfelling eGmbH mit dem Sitz in Pfelling mit der Raiffeisenkasse Schwarzach eGmbH zur Raiffeisenkasse Schwarzach-Pfelling eGmbH mit dem Sitz in Schwarzach und diese nahm 1968 im Wege der Fusion die Raiffeisenkasse Bernried b. Metten eGmbH mit dem Sitz in Bernried auf.
Die Raiffeisenkasse Perkam eG fusionierte im Jahr 1978 mit der Raiffeisenbank Radldorf eG mit dem Sitz in Radldorf zur Raiffeisenbank Perkam - Radldorf eG mit dem Sitz in Perkam. Zuvor hatte die Raiffeisenkasse Radldorf eGmbH 1966 mit der Raiffeisenkasse Rain bei Straubing eGmbH mit dem Sitz in Rain zur Raiffeisenkasse Radldorf-Rain eGmbH (der späteren Raiffeisenkasse Radldorf eGmbH) fusioniert. Im Jahr 1970 folgte dann die Fusion der Raiffeisenkasse Radldorf eGmbH mit der Raiffeisenkasse Niedermotzing-Obermotzing eGmbH mit dem Sitz in Niedermotzing.
1968 fusionierte die damalige Raiffeisenkasse Leiblfing eGmbH mit dem Sitz in Leiblfing mit der Raiffeisenkasse Hüttenkofen eGmbH mit dem Sitz in Hüttenkofen und im Jahr 1970 mit der Raiffeisenkasse Schwimmbach eGmbH mit dem Sitz in Schwimmbach zur Raiffeisenbank Leiblfing eGmbH.

## Rechtsverhältnisse
Die Raiffeisenbank Straubing eG ist im Genossenschaftsregister beim Amtsgericht Straubing unter GnR 508 eingetragen.

## Organisationsstruktur
Rechtsgrundlagen sind das Genossenschaftsgesetz und die durch die Vertreterversammlung beschlossene Satzung. Organe der Bank sind der Vorstand, der Aufsichtsrat und die Vertreterversammlung.

## Sicherungseinrichtung
Die Raiffeisenbank Straubing eG ist neben der gesetzlichen Einlagensicherung der amtlich anerkannten Sicherungseinrichtung des Bundesverbandes der Deutschen Volksbanken und Raiffeisenbanken GmbH und der zusätzlichen freiwilligen Sicherungseinrichtung des Bundesverbandes der Deutschen Volksbanken und Raiffeisenbanken e.V. angeschlossen.

## Geschäftsausrichtung
Die Raiffeisenbank Straubing eG betreibt das Universalbankgeschäft. Im Verbundgeschäft arbeitet sie mit der DZ Bank, R+V Versicherung, Bausparkasse Schwäbisch Hall, Teambank, VR Smart Finanz, DZ Hyp, Allianz SE, Münchener Hypothekenbank und der Union Investment zusammen.

## Geschäftsgebiet
Das Geschäftsgebiet liegt innerhalb von Straubing sowie im Zentrum des Landkreises Straubing-Bogen.
An diesen Orten betreibt die Bank Filialen:
- Straubing (3 Geschäftsstellen, 1 SB-Geschäftsstelle)
- Bogen (2 Geschäftsstellen)
- Hunderdorf (Geschäftsstelle)
- Schwarzach (Geschäftsstelle)
- Kirchroth (Geschäftsstelle)
- Leiblfing (Geschäftsstelle)
- Rain (Geschäftsstelle)
- Niederwinkling (SB-Geschäftsstelle)
- Aiterhofen (SB-Geschäftsstelle)

Ebenfalls in Straubing mit sich angrenzendem Geschäftsgebiet ist die VR-Bank Ostbayern-Mitte eG ansässig.